# Alontae Taylor
Alontae Devaun Taylor (Winchester, Tennessee, 3 de diciembre de 1998) más conocido como Alontae Taylor, es un jugador profesional estadounidense de fútbol americano, se desempeña en la posición de cornerback en New Orleans Saints, en la National Football League (NFL).

## Carrera
Fue seleccionado en la Reunión Anual de Selección de Jugadores de la NFL de 2022. Hizo su debut profesional con el equipo New Orleans Saints, lleva jugando dos temporadas.